# Bundesverband Musikindustrie
A Bundesverband Musikindustrie (BVMI) a németországi hanglemezgyártók szövetsége. A szervezet majdnem 280 kiadót, és a zeneiparhoz köthető céget képvisel, amely a németországi zeneipar 90 százalékát teszi ki. A Nemzetközi Hanglemezgyártók Szövetségének tagja. Szorosan együttműködik a Media Control Gfk Internationallal, amely heti rendszerességgel publikálja a németországi slágerlistákat. A BVMI adja ki 1975-től a németországi arany- és platinalemezeket. Elnevezésében nem követi más országok szokásait: aranylemez után platinalemez, majd 3x arany, majd 4x platina következik, és így tovább (tehát nem adományoz 4x arany, vagy 3x platina lemezt).

## Arany- és platinalemezek
Album
| Minősítés | 1999. szeptember 24. előtt | 2003. január 1. előtt | 2003. január 1. után |
| --------- | -------------------------- | --------------------- | -------------------- |
| arany     | 250 000                    | 150 000               | 100 000              |
| platina   | 500 000                    | 300 000               | 200 000              |

Kislemez
| Minősítés | 2003. január 1. előtt | 2003. január 1. után |
| --------- | --------------------- | -------------------- |
| arany     | 250 000               | 150 000              |
| platina   | 500 000               | 300 000              |

Videók
| Minősítés | 2002 januárjától |
| --------- | ---------------- |
| arany     | 25 000           |
| platina   | 50 000           |

Jazz kiadványok
| Minősítés | 1992 januárjától |
| --------- | ---------------- |
| arany     | 10 000           |
| platina   | 20 000           |